# Kriwiec (rejon diedowiczski)
Kriwiec (ros. Кривец) – wieś (ros. деревня, trb. dieriewnia) w zachodniej Rosji, w wołoscie Pożeriewickaja (osiedle wiejskie) rejonu diedowiczskiego w obwodzie pskowskim.

## Geografia
Miejscowość położona jest u zbiegu dróg regionalnych 58K-018 (Porchow – Łoknia) i 58K-111 (Kriwiec – Sudoma), 3,5 km od centrum administracyjnego osiedla wiejskiego (Pożeriewicy), 15 km od centrum administracyjnego rejonu (Diedowiczi), 98 km od stolicy obwodu (Psków).

## Demografia
W 2010 r. miejscowość zamieszkiwało 19 osób.